# Screen Actors Guild Awards 1997

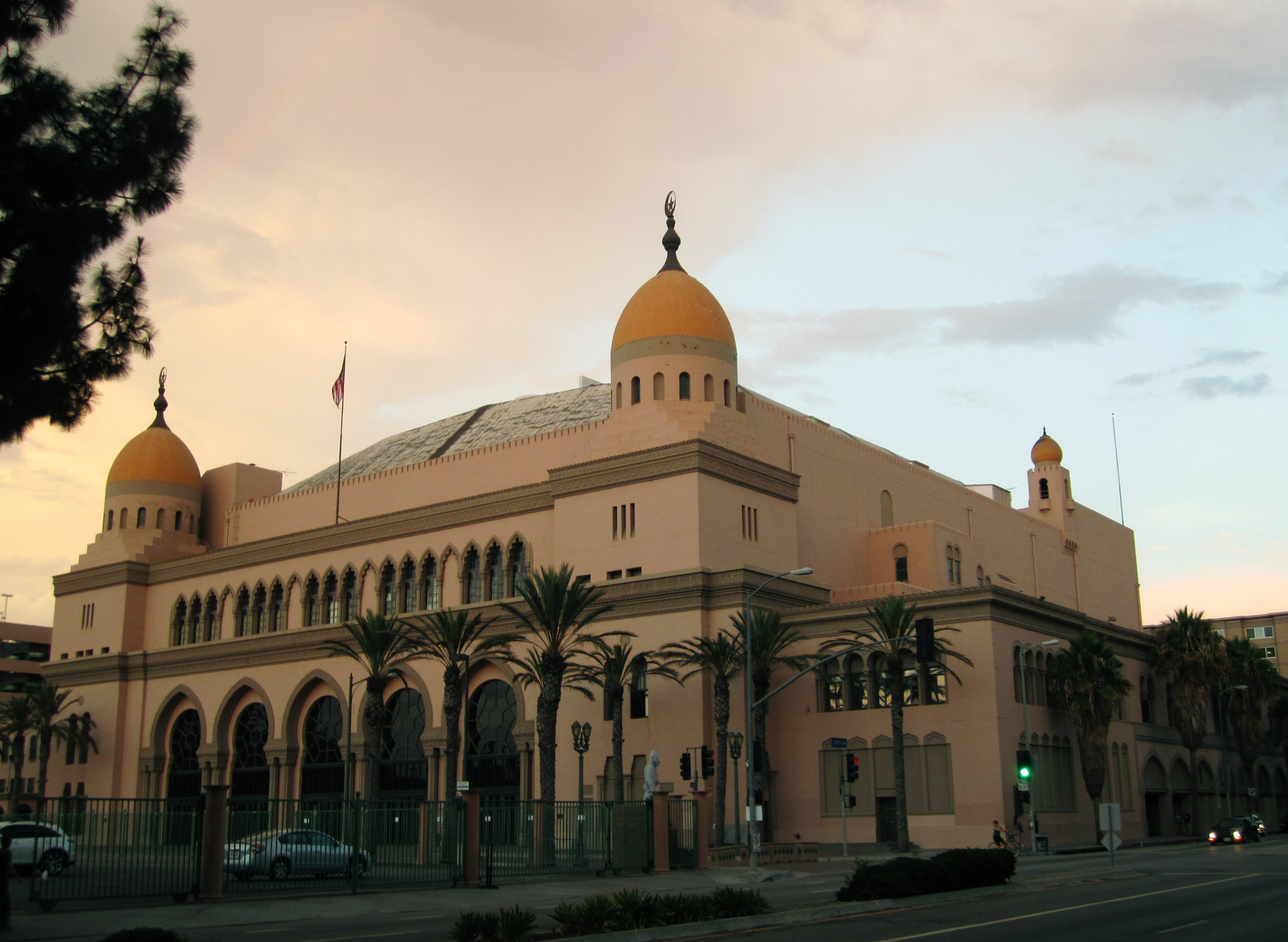
Das Shrine Exposition Center, Veranstaltungsort der Screen Actors Guild Awards 1997

Die 3. Verleihung der US-amerikanischen Screen Actors Guild Awards (englisch 3rd Screen Actors Guild Awards), die die Screen Actors Guild jedes Jahr in den Bereichen Film (5 Kategorien) und Fernsehen (8 Kategorien) vergibt, fand am 22. Februar 1997 im Shrine Exposition Center in Los Angeles statt. Die so genannten SAG Awards ehren, im Gegensatz beispielsweise zum Golden Globe Award, nur Film-, Fernseh- und Ensembleschauspieler und gelten als Gradmesser für die bevorstehende Oscar-Verleihung. Gekürt werden die Sieger von den Mitgliedern der Screen Actors Guild, der man angehören muss, um in den Vereinigten Staaten als Schauspieler zu arbeiten. In den Vereinigten Staaten wurde die Verleihung live vom Sender NBC gezeigt.
Für ihr Lebenswerk wurde die britische Schauspielerin Angela Lansbury gewürdigt.

## Gewinner und Nominierte im Bereich Film
| Film                                           | N | A |
| ---------------------------------------------- | - | - |
| Der englische Patient                          | 4 | 0 |
| The Birdcage – Ein Paradies für schrille Vögel | 3 | 1 |
| Jerry Maguire – Spiel des Lebens               | 3 | 1 |
| Shine – Der Weg ins Licht                      | 3 | 1 |
| Marvins Töchter                                | 3 | 0 |
| Fargo                                          | 2 | 1 |
| Ein Licht in meinem Herzen                     | 2 | 0 |
| Sling Blade – Auf Messers Schneide             | 2 | 0 |

### Bester Hauptdarsteller
Geoffrey Rush – Shine – Der Weg ins Licht (Shine)
Tom Cruise – Jerry Maguire – Spiel des Lebens (Jerry Maguire)
Ralph Fiennes – Der englische Patient (The English Patient)
Woody Harrelson – Larry Flynt – Die nackte Wahrheit (The People vs. Larry Flynt)
Billy Bob Thornton – Sling Blade – Auf Messers Schneide (Sling Blade)

### Beste Hauptdarstellerin
Frances McDormand – Fargo
Brenda Blethyn – Lügen und Geheimnisse (Secrets & Lies)
Diane Keaton – Marvins Töchter (Marvin’s Room)
Gena Rowlands – Ein Licht in meinem Herzen (Unhook the Stars)
Kristin Scott Thomas – Der englische Patient (The English Patient)

### Bester Nebendarsteller
Cuba Gooding junior – Jerry Maguire – Spiel des Lebens (Jerry Maguire)
Hank Azaria – The Birdcage – Ein Paradies für schrille Vögel (The Birdcage)
Nathan Lane – The Birdcage – Ein Paradies für schrille Vögel (The Birdcage)
William H. Macy – Fargo
Noah Taylor – Shine – Der Weg ins Licht (Shine)

### Beste Nebendarstellerin
Lauren Bacall – Liebe hat zwei Gesichter (The Mirror Has Two Faces)
Juliette Binoche – Der englische Patient (The English Patient)
Marisa Tomei – Ein Licht in meinem Herzen (Unhook the Stars)
Gwen Verdon – Marvins Töchter (Marvin’s Room)
Renée Zellweger – Jerry Maguire – Spiel des Lebens (Jerry Maguire)

### Bestes Schauspielensemble
The Birdcage – Ein Paradies für schrille Vögel (The Birdcage)

Hank Azaria, Christine Baranski, Dan Futterman, Gene Hackman, Nathan Lane, Dianne Wiest und Robin Williams
Der englische Patient (The English Patient)
Naveen Andrews, Juliette Binoche, Willem Dafoe, Ralph Fiennes, Colin Firth, Jürgen Prochnow, Kristin Scott Thomas und Julian Wadham
Marvins Töchter (Marvin’s Room)
Hume Cronyn, Robert De Niro, Leonardo DiCaprio, Dan Hedaya, Diane Keaton, Hal Scardino, Meryl Streep und Gwen Verdon
Shine – Der Weg ins Licht (Shine)
John Gielgud, Armin Mueller-Stahl, Lynn Redgrave, Geoffrey Rush, Noah Taylor und Googie Withers
Sling Blade – Auf Messers Schneide (Sling Blade)
Lucas Black, Natalie Canerday, Robert Duvall, James Hampton, John Ritter, Billy Bob Thornton, J. T. Walsh und Dwight Yoakam

## Gewinner und Nominierte im Bereich Fernsehen
| Serie/Film                              | N | A |
| --------------------------------------- | - | - |
| Seinfeld                                | 4 | 2 |
| New York Cops – NYPD Blue               | 4 | 1 |
| Akte X – Die unheimlichen Fälle des FBI | 3 | 1 |
| Emergency Room – Die Notaufnahme        | 3 | 1 |
| Hinterm Mond gleich links               | 3 | 1 |
| Frasier                                 | 3 | 0 |
| Chicago Hope – Endstation Hoffnung      | 2 | 0 |
| Verrückt nach dir                       | 2 | 0 |

### Bester Darsteller in einem Fernsehfilm oder Miniserie
Alan Rickman – Rasputin
Armand Assante – Der Untergang der Cosa Nostra (Gotti)
Beau Bridges – Zwischen den Welten (Hidden in America)
Robert Duvall – Der Mann, der Eichmann jagte (The Man Who Captured Eichmann)
Ed Harris – Lassiter – Erbarmungslos und gefährlich (Riders of the Purple Sage)

### Beste Darstellerin in einem Fernsehfilm oder Miniserie
Kathy Bates – The Late Shift
Anne Bancroft – Vier Geschwister halten zusammen (Homecoming)
Stockard Channing – Eine Familie zum Verlieben (An Unexpected Family)
Jena Malone – Schutzlos – Schatten über Carolina (Bastard Out of Carolina)
Cicely Tyson – Der Weg nach Galveston (The Road to Galveston)

### Bester Darsteller in einer Dramaserie
Dennis Franz – New York Cops – NYPD Blue (NYPD Blue)
George Clooney – Emergency Room – Die Notaufnahme (ER)
David Duchovny – Akte X – Die unheimlichen Fälle des FBI (The X-Files)
Anthony Edwards – Emergency Room – Die Notaufnahme (ER)
Jimmy Smits – New York Cops – NYPD Blue (NYPD Blue)

### Beste Darstellerin in einer Dramaserie
Gillian Anderson – Akte X – Die unheimlichen Fälle des FBI (The X-Files)
Kim Delaney – New York Cops – NYPD Blue (NYPD Blue)
Christine Lahti – Chicago Hope – Endstation Hoffnung (Chicago Hope)
Della Reese – Ein Hauch von Himmel (Touched By An Angel)
Jane Seymour – Dr. Quinn – Ärztin aus Leidenschaft (Dr. Quinn, Medicine Woman)

### Bester Darsteller in einer Comedyserie
John Lithgow – Hinterm Mond gleich links (3rd Rock from the Sun)
Jason Alexander – Seinfeld
Kelsey Grammer – Frasier
David Hyde Pierce – Frasier
Michael Richards – Seinfeld

### Beste Darstellerin in einer Comedyserie
Julia Louis-Dreyfus – Seinfeld
Christine Baranski – Cybill
Ellen DeGeneres – Ellen
Helen Hunt – Verrückt nach dir (Mad About You)
Kristen Johnston – Hinterm Mond gleich links (3rd Rock from the Sun)

### Bestes Schauspielensemble in einer Dramaserie
Emergency Room – Die Notaufnahme (ER)

George Clooney, Anthony Edwards, Laura Innes, Julianna Margulies, Gloria Reuben, Eriq La Salle, Sherry Stringfield und Noah Wyle
Chicago Hope – Endstation Hoffnung (Chicago Hope)
Adam Arkin, Peter Berg, Jayne Brook, Rocky Carroll, Vondie Curtis-Hall, Hector Elizondo, Thomas Gibson, Mark Harmon, Roxanne Hart, Christine Lahti und Jamey Sheridan
Law & Order
Benjamin Bratt, Jill Hennessy, Steven Hill, Carey Lowell, S. Epatha Merkerson, Jerry Orbach und Sam Waterston
New York Cops – NYPD Blue (NYPD Blue)
Gordon Clapp, Kim Delaney, Dennis Franz, Sharon Lawrence, James McDaniel, Justine Miceli, Gail O’Grady, Jimmy Smits und Nicholas Turturro
Akte X – Die unheimlichen Fälle des FBI (The X-Files)
Gillian Anderson, William Bruce Davis, David Duchovny, Mitch Pileggi und Steven Williams

### Bestes Schauspielensemble in einer Comedyserie
Seinfeld

Jason Alexander, Julia Louis-Dreyfus, Michael Richards und Jerry Seinfeld
Hinterm Mond gleich links (3rd Rock from the Sun)
Jane Curtin, Joseph Gordon-Levitt, Kristen Johnston, John Lithgow und French Stewart
Frasier
Dan Butler, Peri Gilpin, Kelsey Grammer, Jane Leeves, John Mahoney und David Hyde Pierce
Verrückt nach dir (Mad About You)
Helen Hunt, Leila Kenzle, John Pankow, Anne Ramsay und Paul Reiser
Remember WENN
Tom Beckett, Carolee Carmello, George Hall, Margaret Hall, John Bedford Lloyd, Melinda Mullins, Christopher Murney, Amanda Naughton, Hugh O’Gorman, Kevin O’Rourke, Dina Spybey und Mary Stout

## Preis für das Lebenswerk
Angela Lansbury